# Millennium 3: Gerechtigheid
Millennium 3: Gerechtigheid (oorspronkelijke titel Luftslottet som sprängdes: Het luchtkasteel dat opblies) en in de Verenigde Staten uitgebracht als The Girl Who Kicked the Hornets' Nest) is een Zweedse thriller uit 2009 onder regie van Daniel Alfredson. Het verhaal is een verfilming van het gelijknamige derde boek uit de Millennium-trilogie van schrijver Stieg Larsson. De film werd in hetzelfde jaar voorafgegaan door de verfilmingen van Mannen die vrouwen haten (deel 1) en De vrouw die met vuur speelde (deel 2).

## Verhaal

### Ziekenhuis
De Russische crimineel en voormalig informant van 'de Sectie', een zeer duistere groepering binnen de Zweedse geheime dienst, Alexander Zalachenko (Georgi Staykov) heeft de verwondingen die zijn dochter Lisbeth Salander (Noomi Rapace) hem met een bijl toebracht, overleefd. Hij wordt naar het ziekenhuis gebracht waar ook Lisbeth opgenomen is, die langzaam herstelt na operationele verwijdering van de kogels die haar vader in haar lichaam schoot.
Haar halfbroer Ronald Niedermann (Micke Spreitz), die door een zeldzame zenuwafwijking ongevoelig is voor pijn, is spoorloos en wordt gezocht voor de moord op een politieagente. Salander wordt eveneens beschuldigd van moord, zo verneemt onderzoeksjournalist Mikael Blomkvist (Mikael Nyqvist) via het televisie-journaal. Hij wil haar helpen aan te tonen dat ze onschuldig is, hoe de vork werkelijk in de steel zit, in een grote doortimmerde aflevering van zijn tijdschrift Millennium. Hij vraagt zijn zus Annika Giannini (Annika Hallin) om Lisbeth Salander als advocate bij te staan.

### 'De Sectie' in actie
Drie langer gepensioneerde leden van de illegale groepering 'de Sectie' overleggen intussen met elkaar hoe zij het bestaan van hun eenheid geheim kunnen houden met Salander en Zalachenko nog in leven. Want deze twee weten als enige twee buiten 'de Sectie' van wanpraktijken van deze groepering. Besloten wordt dat hen het zwijgen moet worden opgelegd, zeker nadat Zalachenko verzekert dat hij alles wat hij weet openbaar maakt als ze hem nu niet vrijwaren van vervolging. Gepensioneerd sectie-lid Evert Gullberg (Hans Alfredson) besluit beiden in het ziekenhuis dood te schieten. Hij lijdt aan een terminale kanker en voelt dat zijn dagen zijn geteld. Doordat advocate Giannini, toevallig op bezoek, Salanders kamer barricadeert na het horen van de pistoolschoten waarbij Zalachenko het leven verliest, slaagt Gullberg maar half in zijn doelstelling, waarop hij zichzelf in het ziekenhuis ombrengt.
'De Sectie', inmiddels onder leiding van de bejaarde Fredrik Clinton (Lennart Hjulström), schakelt over op een nieuw plan en wil Salander levenslang laten opnemen in een psychiatrische inrichting, afgeschermd van de buitenwereld en geestelijk onbekwaam verklaard. Haar eventuele getuigenissen over wat haar vroeger is aangedaan, kunnen dan worden geclassificeerd als waanideeën van een paranoïde schizofreen. Om dit te bewerkstelligen wordt haar psychiater Peter Teleborian (Anders Ahlbom) opnieuw ingeschakeld, die Salander, nog als kind, in opdracht van 'de Sectie' had opgesloten en haar twee jaar mishandelde onder het mom van dwangverpleging.

### Autobiografie
Neurochirurg Jonasson (Aksel Morisse), die Lisbeth behandelt in het ziekenhuis, voelt aan dat er iets niet in de haak is en staat geen bezoek meer toe in de ziekenhuiskamer van Lisbeth. Mikael Blomkvist zoekt Jonasson op, overtuigt hem ervan dat er een complot tegen haar gaande is en laat hem een zakcomputer bezorgen op haar ziekenhuiskamer. Daarmee laat hij haar weten dat hij met zijn redactie bezig is haar onschuld aan te tonen en tegelijkertijd de beerput open te trekken waarin de geheimen van 'de Sectie' verborgen liggen. Salander besluit de computer te gebruiken voor een autobiografie waarin ze alles openbaart over Zalachenko en 'de Sectie'. Met 'de Sectie' is ook de reputatie gemoeid van mensen op hoge posities, die het van essentieel belang vinden dat noch Salander noch Blomkvist hun ontdekkingen aan het licht kunnen brengen.
Lisbeth begint te werken aan haar autobiografie om haar verhaal te vertellen aan Mikael. Ze wordt nog steeds geplaagd door nachtmerries van haar belevenissen in de gesloten inrichting, over haar vader en halfbroer, en van haar verkrachting door curator Bjurman. Op een ochtend als ze wakker wordt, ziet ze Niedermann buiten aan haar raam, die een pistool op haar richt, maar ze duikt weg voordat hij schiet. Mikael vervolgt zijn verhaal, en is Teleborian op het spoor, met de hulp van Plague (Tomas Köhler). Lisbeth maakt haar autobiografie af en stuurt die naar Mikael.
Jonasson informeert Lisbeth dat hij haar niet langer in het hospitaal kan houden en dat ze over een paar dagen door de politie zal worden opgehaald. Hij is verbaasd dat zij ogenschijnlijk niet bezorgd is over het komende proces tegen haar. Mikael werkt inmiddels zijn verhaal voor Millennium af.

### Intimidatie
Sonny, lid van de motorbende uit de vorige film, hoort dat hij wordt gezocht door Niedermann. In zijn huis vindt hij zijn broer dood en zijn vriendin vastgebonden, de mond gesnoerd. Ze vertelt hem dat Niedermann de boosdoener is.
Fredrik Clinton Lennart Hjulström krijgt tijdens een dialyse een exemplaar van de autobiografie van Lisbeth, hem wordt verteld dat er niets kan worden aangetoond en bewezen.
Ondertussen heeft Erika Berger Lena Endre, die met Mikael het tijdschrift Millennium leidt, een anonieme hate-mail ontvangen, wat op de redactie voor veel ophef zorgt. Lisbeth is ondervraagd door de officier van justitie, maar ze kiest ervoor niets te zeggen. Annika krijgt later Lisbeths computer en de dvd. Niedermann pleegt een inbraak in een verlaten pakhuis, en doodt een getuige, een willekeurige fietser. Erika Berger ontvangt meer hate-mails, en zij en het redactiekantoor worden bespioneerd en geïntimideerd door de sectie.
Het slaapkamerraam van Erika's appartement wordt verbrijzeld, en in wanhoop, waarschuwt zij eerst de politie en daarna schakelt Mikael Milton Security in. Mikael ontmoet de eigenaar van zijn woning, en die is ervan op de hoogte dat iemand had ingebroken in zijn appartement om daar cocaïne en contant geld te komen verbergen. De medewerker van Milton Security komt tot de conclusie dat ze proberen hem van handel in drugs te beschuldigen, omdat ze Millennium niets kunnen maken.

### Het Proces
Mikael besluit om Erika te ontmoeten in restaurant "Samir's Gryta". De politie probeert dan Mikael te waarschuwen dat ze zullen proberen om hem daar te doden, maar Mikael had zijn telefoon op het kantoor laten liggen en hoort dus niets. Daarop belt de politie het restaurant, en Mikael, op weg naar de balie om de telefoon te beantwoorden, loopt in op een van de door de Sectie ingehuurde Joegoslavische criminele broers, die zijn pistool trekt. Mikael weert hem af, raakt in een lijf aan lijf gevecht terwijl de politie zich naar het restaurant spoedt. Figuerola arriveert met de politie en ziet de andere broer de wacht houden in zijn wagen buiten het restaurant, en arresteert ze allebei. De geheime afdeling 'De Sectie' is ontzet als ze dat moeten vernemen via het tv-journaal. Ze zien dat de twee Joegoslavische broers hebben gefaald.
Bij de rechtbank arriveert Lisbeth met piercings, en een Mohawk kapsel, zwarte make-up en donkere kleding. Mikael besluit om het tijdschrift met de autobiografie te laten drukken. Hij bezoekt Erika, die bewaakt wordt door de politie, om te zeggen dat hij tegen haar besluit ingaat om het tijdschrift niet te drukken. Teleborian beweert in de rechtszaal, dat haar autobiografie geheel ongeloofwaardig is, en te veel beschuldigingen bevat tegen mensen op basis van haar paranoïde schizofrenie. Annika betwist Teleborians geloofwaardigheid, als hij zegt dat Lisbeth bij St. Stephen's maar een paar weken in de twee jaar werd vastgebonden, terwijl het in werkelijkheid 381 dagen waren. Ze gebruikt de getuigenis van Lisbeth en de bestanden uit het ziekenhuis om dit te bewijzen. De rechter accepteert geen oude bestanden als bewijs tegen de geloofwaardigheid van Teleborian. Daarna volgt Plague Teleborian, als hij die dag de rechtszaal verlaat, tot in zijn hotel. Vanuit de lobby is hij in staat om met gebruik van het internet in de laptop van Teleborian in te breken, en ziet hem kinderporno bekijken. Plague maakt daar een kopie van al zijn bestanden, die hij aan Mikael doorspeelt, en die overhandigt deze data aan Annika en de politie. In de rechtbank, toont Annika de video die toont dat Bjurman Lisbeth heeft verkracht, en dat Lisbeths beschuldigingen waar zijn.
Terwijl Annika haar pleidooi presenteert, arresteert de politie alle mensen die betrokken zijn bij de geheime afdeling. Annika bewijst dat Teleborian Lisbeth voor het in brand steken van haar vader wilde treffen. Ze bewijst dat hij opnieuw Lisbeth in het St. Stephen's wil opsluiten. Dan roept Annika Edklinth op als getuige en hij stelt dat de adviezen zijn geformuleerd in samenwerking met Jonas Sandberg met behulp van de gegevens uit zijn computer als bewijs. Teleborian is sprakeloos. Edklinth vertelt dat Teleborian wordt gearresteerd, op beschuldiging van het bezit van meer dan 8.000 items van kinderpornografie, en dat zijn computer in beslag genomen wordt als bewijsmateriaal. Na de arrestatie van Teleborian beslist de rechter dat Lisbeth vrijgelaten zal worden. De Millennium-werknemers vieren hun overwinning, en Erika is terug.

### Slot
Lisbeth is aangemoedigd door Annika om het pand dat ze heeft geërfd van haar vader te controleren en komt terecht in het magazijn waar haar halfbroer Niedermann is ondergedoken. Niedermann poogt haar te doden, maar ze is hem te snel af. Lisbeth maakt gebruik van een spijkerpistool en spijkert hem aan de grond. Ze was van plan hem ook in zijn hoofd te spijkeren maar het apparaat is leeg. Na het verlaten van het magazijn belt Lisbeth Sonny en vertelt de motorrijders waar Niedermann te vinden is, en dan belt ze de politie als de motorrijders arriveren. 
Lisbeth keert terug naar huis. Mikael bezoekt haar daar om te vertellen dat de motorbende Niedermann gedood heeft en kort daarna gearresteerd werd. Ze praten in de deuropening. Lisbeth knikt zonder wat te zeggen over hetgeen zij hoort. Heel opmerkelijk voor haar dankt zij hem voor alles. Ze heeft niets meer te zeggen, maar ze stemt ermee in om contact te blijven houden en Mikael vertrekt.

## Rolverdeling
| - Mikael Nyqvist - Mikael Blomkvist - Noomi Rapace - Lisbeth Salander - Lena Endre - Erika Berger - Annika Hallin - Annika Giannini - Jacob Ericksson - Christer Malm - Sofia Ledarp - Malin Erikson - Anders Ahlbom - Dr. Peter Teleborian - Micke Spreitz - Ronald Niedermann - Georgi Staykov - Alexander Zalachenko - Mirja Turestedt - Monica Figuerola - Niklas Falk - Edklinth - Hans Alfredson - Evert Gullberg - Lennart Hjulström - Fredrik Clinton - Jan Holmquist - Hallberg - Niklas Hjulström - Ekström - Johan Kylén - Inspecteur Jan Bublanski - Tanja Lorentzon - Sonja Modig - Donald Högberg - Jerker Holmberg | - Magnus Krepper - Hans Faste - Michalis Koutsogiannakis - Dragan Armanskij - Aksel Morisse - Jonasson - Carl-Åke Eriksson - Bertil Janeryd - Jacob Nordenson - Bertil Wadensjö - Peter Andersson - Nils Bjurman - Sanna Krepper - Susanne Linder - Tomas Köhler - Plague - Johan Holmberg - Sandberg - Rolf Degerlund - Georg Nyström - Ylva Lööf - Domare - Pelle Bolander - Sonny Nieminen - Nicklas Gustavsson - Waltari - Ismet Sabaredzovic - Miro Nikolic - Hamidja Causevic - Tomi Nikolic - Tekla Granlund - Jenny - Per Oscarsson - Holger Palmgren |